# I'm Not Sorry
I'm Not Sorry (em português Não me arrependo) é uma página da internet que reúne os testemunhos de experiências positivas de mulheres que voluntariamente interromperam a gravidez. Em novembro de 2008, o website já contava com mais de setecentos testemunhos.

## História
I'm Not Sorry foi criado por Patricia Beninato, uma representante de vendas de Richmond, Virgínia. De acordo com ela, a ideia surgiu enquanto participava de uma discussão numa sala de bate-papo sobre os trinta anos da decisão judicial do caso Roe v. Wade, que descriminalizou a prática de aborto nos Estados Unidos da América. A hesitação em discutir abertamente o aborto de forma positiva durante a sessão de chat fez Beninato chegar à conclusão de que os membros do movimento pró-escolha estavam sucumbindo às táticas utilizadas pelos membros do movimento pró-vida de que o aborto é uma experiência danosa às mulheres.
Após procurar na internet testemunhos positivos de mulheres que abortaram, e achar apenas testemunhos negativos em sites pró-escolha, Beninato decidiu montar uma página na qual mulheres que ficaram satisfeitas com seus abortos poderiam contar suas histórias. Em 29 de janeiro de 2003, uma semana após a discussão que a motivou, Beninato lançou seu site.
Indo na contramão do movimento, Norma McCorvey, pioneira no movimento pró-aborto nos EUA e primeira mulher que ganhou o direito de abortar nos EUA, se diz arrependida e diz: "Foi lamentável o dia em que o Supremo Tribunal Americano permitiu que as mulheres assassinassem os seus filhos”.